# Thierry Poncet
 (janvier 2025).
Si vous disposez d'ouvrages ou d'articles de référence ou si vous connaissez des sites web de qualité traitant du thème abordé ici, merci de compléter l'article en donnant les références utiles à sa vérifiabilité et en les liant à la section « Notes et références ».
Pour les articles homonymes, voir Poncet.
Thierry Poncet, né à Beauvais le 31 décembre 1960, est un écrivain français de romans d’aventure.

## Biographie
Thierry Poncet est né le 31 décembre 1960. Il a publié ses premières nouvelles dans des fanzines punks en 1977 et est écrivain depuis. Il est surtout connu pour avoir été le rédacteur des récits et romans de l'écrivain-aventurier Cizia Zykë pendant vingt-cinq ans.

## Œuvre

### Sous son nom
- Thierry Poncet, Pigalle Blues, Paris, Ramsey, 1990 (ISBN 2-85956-842-5)
- Thierry Poncet, L'Ogresse, Paris, Gunten, 2012 (ISBN 978-2-91421-153-6)

- Thierry Poncet, Haig, Le secret des monts rouges, Nice, Taurnada, 2016 (ISBN 978-2-37258-018-2)
- Thierry Poncet, Haig, Les guerriers perdus, Nice, Taurnada, 2016 (ISBN 978-2-37258-022-9)
- Thierry Poncet, Haig, Le Sang des sirènes, Nice, Taurnada, 2016 (ISBN 978-2-37258-024-3)

- Thierry Poncet, Zykë L'Aventure : d'après une folle histoire vraie, Nice, Taurnada, 2017 (ISBN 978-2-37258-034-2)

- Thierry Poncet, Goanna Massacre, Zone 52, coll. « Karnage », 2021 (ISBN 978-2-49229-704-5)

### Sous le nom de Tito Desforges
- Tito Desforges, La Machine à Brouillard, Nice, Taurnada, 2020 (ISBN 978-2-37258-068-7)

### Avec Cizia Zykë
- Sahara, Hachette, 1986,  (ISBN 2-253-04083-5)
- Parodie, Hachette, 1987,  (ISBN 2-253-04642-6)
- Fièvres, Éditions n°1, 1988,  (ISBN 978-2253049470)
- Paranoïa, Éditions n°1, 1989,  (ISBN 2-86391-312-3)
- Maléfices, Média 1000, 1989,  (ISBN 978-2367060057)
- Opium, Média 1000, 1989,  (ISBN 978-2367060064)
- Enfers, Média 1000, 1989,  (ISBN 2367060088)
- Dust, Média 1000, 1989,  (ISBN 978-2367060071)
- Buffet Campagnard, Ramsay, 1990,  (ISBN 2-253-05924-2)
- La Ferme d’Eden, Ramsay, 1991,  (ISBN 978-2253063704)
- Histoires de fous, Ramsay, 1991,  (ISBN 978-2367060118)
- Alixe, JC Lattès, 1993,  (ISBN 978-2367060125)
- Amsterdam Zombies, JC Lattès, 1994,  (ISBN 2253140600)
- Les Aigles, Ed. du Rocher, 2000,  (ISBN 978-2268037134)
- Blasphèmes, Ed. du Rocher, 2001,  (ISBN 2-253-11507-X)
- La Révolte d’Amadeus Jones, Ed. du Rocher, 2002,  (ISBN 978-2367060163)
- Au Nom Du Père, Ed. du Rocher, 2003,  (ISBN 978-2268045290)
- Requiem, Ed. du Rocher, 2003,  (ISBN 978-2-36706-018-7)
- Rédemption, Ed. du Rocher, 2004,  (ISBN 9782268051154)
- Oro & Co, Fleuve Noir, 2009,  (ISBN 978-2-265-08836-8)

### Achevé après le décès de Cizia Zykë
- Alma, Taurnada, 2018,  (ISBN 978-2-37258-068-7)